# 西落合 (新宿区)
西落合（にしおちあい）は、東京都新宿区の町名。現行行政地名は西落合一丁目から西落合四丁目。住居表示実施済みの地域。旧地名は「葛ヶ谷」（くずがや）。

## 地理
新宿区の最北西部に位置する。町域北部から東部は目白通りに接し、これを境に豊島区南長崎に接している。南東部から南部一帯は、新宿区中落合に接している。南西部は、概ね妙正寺川沿いに接し、中野区上高田に接する。西部は、中野区松が丘・中野区江古田・中野区江原町にそれぞれ接している。

### 河川
- 妙正寺川

### 概要
中央部を新青梅街道が横断している。
主として住宅地として利用される。隣接している哲学堂公園の一部も西落合になる。
※ただし公園の敷地の大半は中野区松が丘で、公園も中野区の管轄になる。
目白通り、中野通り及び新青梅街道沿いを除き、西落合一丁目の一部、二丁目の一部、三丁目の全域及び四丁目の全域は、第一種低層住居専用地域に指定されている。これらの地域の建ぺい率は50％、容積率は100％であり、新宿区内で最も低い割合である。整備された道路等と相まって、古い歴史と緑に囲まれた閑静な住宅地となっている。

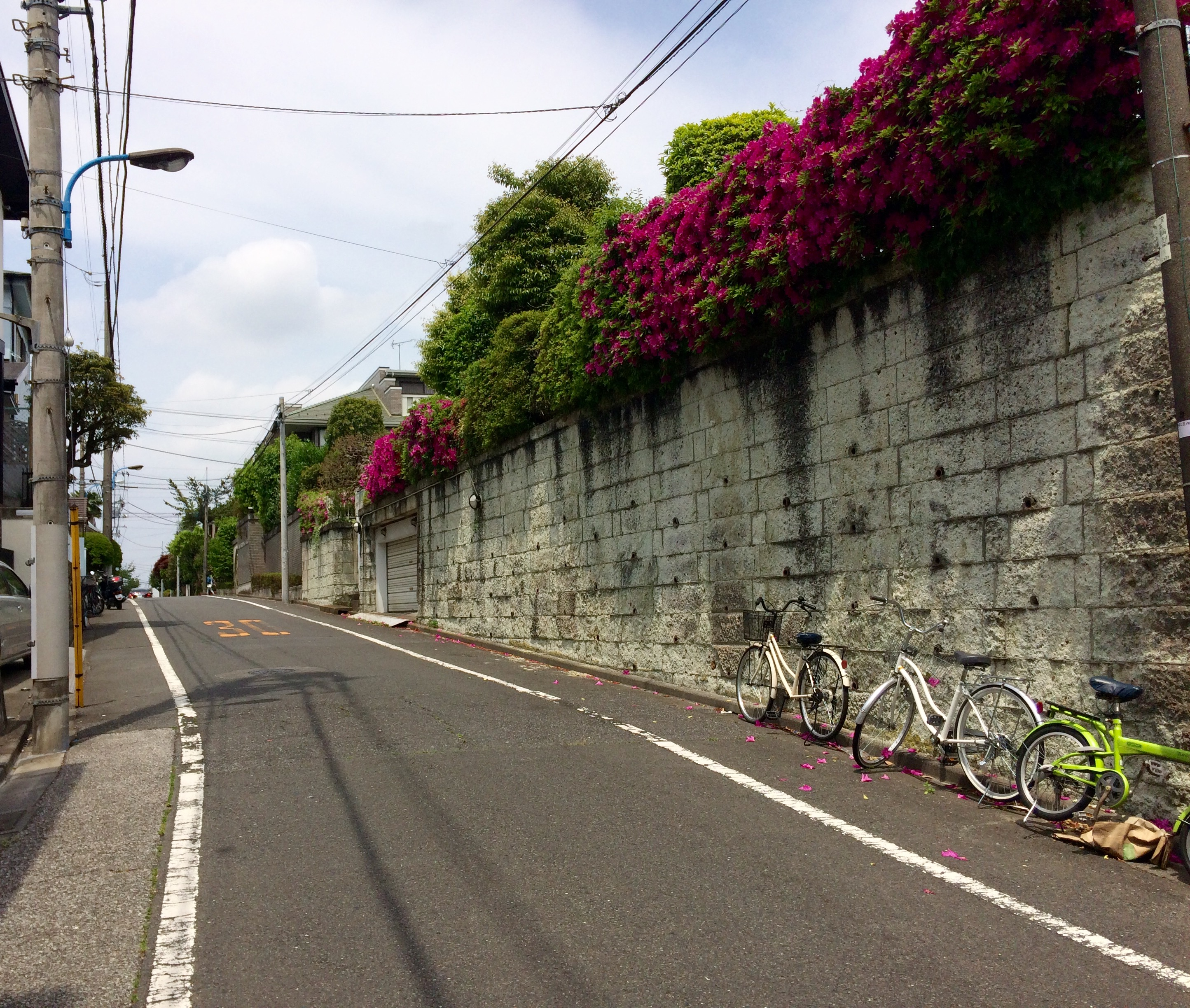
若葉通り（西落合三丁目）（2017年5月）
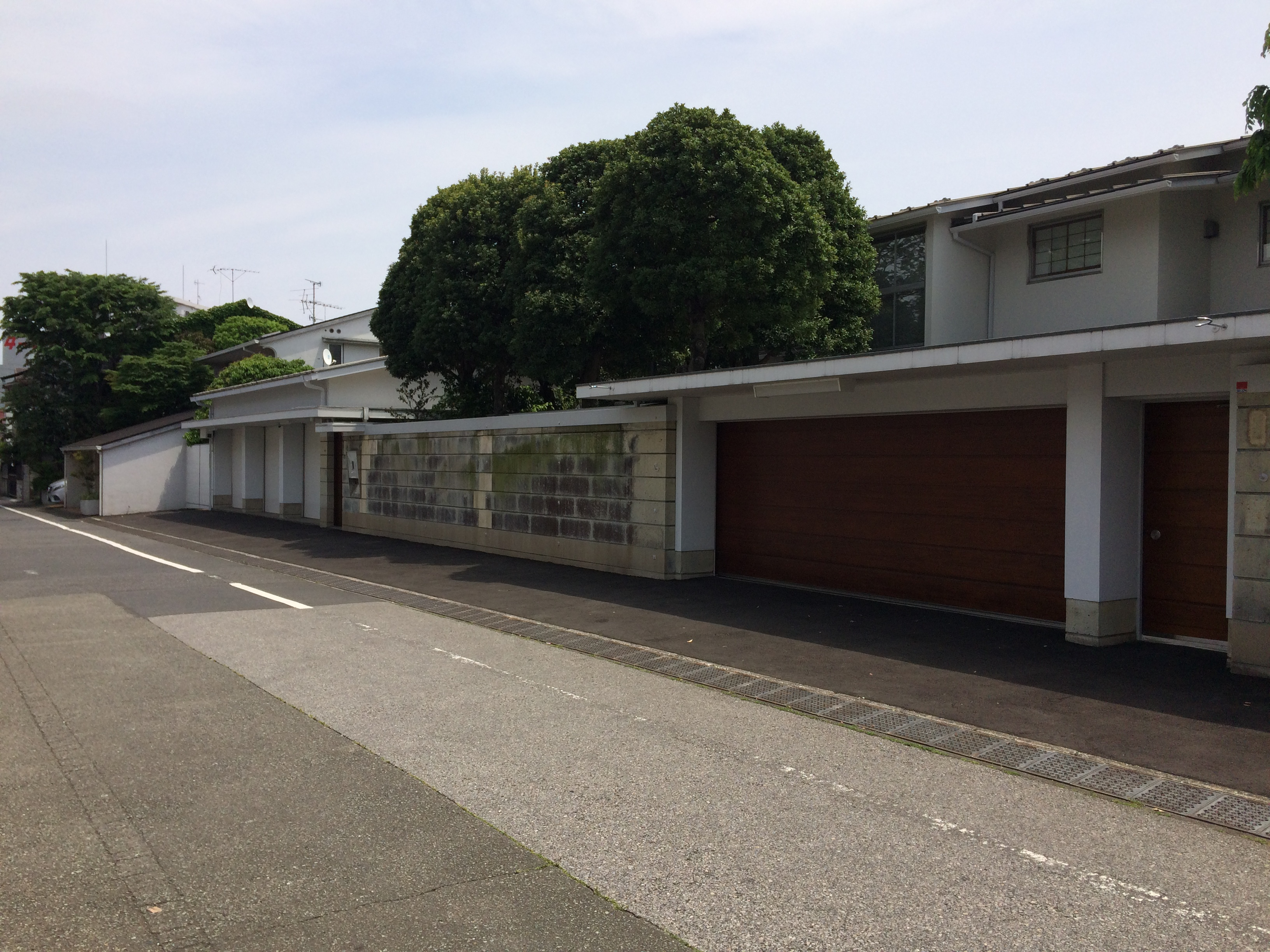
本田宗一郎邸（西落合四丁目）（2017年5月）

### 地価
住宅地の地価は、2025年（令和7年）1月1日の公示地価によれば、西落合3-17-5の地点で73万7000円/m2となっている。

## 歴史
旧地名は「葛ヶ谷」（くずがや）である。
葛ヶ谷は、1559年（永禄2年）の「小田原衆所領役帳」にも見られる古い地名であり、桂（葛）大納言源経信の住地で葛ヶ谷と言われたとされる。もっとも、その他にも、葛ヶ谷の「葛」は「国栖」とも書き、林野に住む人の意味とする説、葛の生えている原だったから名付いたとする説、自性院中興の祖といわれる鑑秀上人の詠歌に「あさひさし　ゆうひかがやく　かつらがや　みだのじやうどや　ぢぞうかんのん」とあり、葛ヶ谷は古くは「かつらがや」と読み、それが中期以降に「くずがや」と呼ぶようになったとする説等がある。

### 町名の変遷
武蔵国葛ヶ谷村、明治初期の品川県葛ヶ谷村、1878年（明治11年）11月2日の郡区町村編制法施行後の東京府南豊島郡葛ヶ谷村、1889年（明治22年）5月1日
の町村制施行による南豊島郡落合村大字葛ヶ谷
、1924年（大正13年）2月1日の落合町成立後の豊多摩郡落合町大字葛ヶ谷、1932年（昭和7年）10月1日の東京市編入後の東京市淀橋区西落合一～三丁目等の名称変更を経て、1965年（昭和40年）8月1日の住居表示実施により、現在の東京都新宿区西落合一丁目から四丁目となった。

### 風致地区
内務省によって1933年（昭和8年）に第三次指定風致地区の1つとされた野方風致地区に、西落合の一部が含まれている。この野方風致地区は1963年（昭和38年）10月に廃止された。

## 世帯数と人口
2025年（令和7年）3月1日現在（新宿区発表）の世帯数と人口は以下の通りである。
| 丁目         | 世帯数    | 人口     |
| ------------ | --------- | -------- |
| 西落合一丁目 | 3,002世帯 | 4,618人  |
| 西落合二丁目 | 2,688世帯 | 4,329人  |
| 西落合三丁目 | 2,005世帯 | 3,254人  |
| 西落合四丁目 | 1,370世帯 | 2,320人  |
| 計           | 9,065世帯 | 14,521人 |

### 人口の変遷
国勢調査による人口の推移。
| 年                 | 人口   |
| ------------------ | ------ |
| 1995年（平成7年）  | 12,337 |
| 2000年（平成12年） | 12,572 |
| 2005年（平成17年） | 13,148 |
| 2010年（平成22年） | 13,415 |
| 2015年（平成27年） | 13,699 |
| 2020年（令和2年）  | 14,257 |

### 世帯数の変遷
国勢調査による世帯数の推移。
| 年                 | 世帯数 |
| ------------------ | ------ |
| 1995年（平成7年）  | 5,755  |
| 2000年（平成12年） | 6,204  |
| 2005年（平成17年） | 6,939  |
| 2010年（平成22年） | 7,368  |
| 2015年（平成27年） | 7,754  |
| 2020年（令和2年）  | 8,507  |

## 学区
区立小・中学校に通う場合、学区は以下の通りとなる（2018年8月時点）。
| 丁目         | 番地                      | 小学校                 | 中学校                 |
| ------------ | ------------------------- | ---------------------- | ---------------------- |
| 西落合一丁目 | 1～2番                    | 新宿区立落合第一小学校 | 新宿区立落合第二中学校 |
| 西落合一丁目 | 3～16番 18～24番 30～33番 | 新宿区立落合第三小学校 | 新宿区立落合第二中学校 |
| 西落合一丁目 | 17番 25～29番             | 新宿区立落合第六小学校 | 新宿区立落合第二中学校 |
| 西落合二丁目 | 1～4番 11～17番           | 新宿区立落合第六小学校 | 新宿区立落合第二中学校 |
| 西落合二丁目 | 5～10番 18～25番          | 新宿区立落合第三小学校 | 新宿区立落合第二中学校 |
| 西落合三丁目 | 1～2番 8～9番             | 新宿区立落合第三小学校 | 新宿区立落合第二中学校 |
| 西落合三丁目 | 3～7番 10～30番           | 新宿区立落合第六小学校 | 新宿区立落合第二中学校 |
| 西落合四丁目 | 全域                      | 新宿区立落合第六小学校 | 新宿区立落合第二中学校 |

## 交通

### 鉄道
| 街区内の駅                    | 隣接する街区の駅                                            |
| ----------------------------- | ----------------------------------------------------------- |
| 大江戸線 - 落合南長崎駅(E 33) | 西武池袋線 - 東長崎駅(SI 03) 西武新宿線 - 新井薬師駅(SS 05) |

南東端には都営地下鉄大江戸線落合南長崎駅が設置されている。町域北部では西武池袋線東長崎駅が、町域南西部では西武新宿線新井薬師前駅がそれぞれ近く、これらの駅も多く利用される。

### バス
目白通りや新目白通り・哲学堂通り沿いなどにバスの便も多く、これを利用する住民もいる。

### 道路
1925年（大正14年）8月に地元有志によって葛ヶ谷耕地整理組合が設立され、以後、1936年（昭和11年）までの間、耕地整理が実施された。1区画300坪で整備され、町の中心を東西に走る道路（幸通り）と南北に走る道路（栄通り）の幅を各8メートル、その他の道路幅を約6メートルとし、縦横に規則正しく道路が造られた。そのため、この地域は現在も碁盤の目状に整備されている。
また、耕地整理完了に伴い、道路一本一本に名称が付けられた。主要な道路には、前述の幸通り、栄通りのほか、青柳通り、七草通り、花園通り、弥生通り、寿通り、天神通り、恵比寿通り、旭通り、弁天通り、若葉通り、常磐通り、錦通り、雪見通り、宮前通り等、典雅で縁起の良い名称が付された。細い路地には、黄金通り、白銀通り、霞通り、曙通り、巽横丁、桜横丁、鶉横丁、栄横丁等の名前が付けられた。
これら西落合地区の31路線の道路名は、2009年（平成21年）12月3日に新宿区によって道路通称名として認定され、今に至っている。
西落合三丁目、四丁目の道は、建設省及び警視庁が1996年（平成8年）に定めた「第6次交通安全基本計画」の中心事業として、車両の通行より人の歩行スペースを優先的に考えた「コミュニティ・ゾーン形成事業」のモデル地区とされた。
また、同じく西落合三丁目、四丁目は、警視庁によって、2014年（平成26年）、時速30キロの速度規制を実施するとともに、その他の安全対策を必要に応じて組み合わせ、ゾーン内におけるクルマの走行速度や通り抜けを抑制する「ゾーン30」として整備されている。

## 事業所
2021年（令和3年）現在の経済センサス調査による事業所数と従業員数は以下の通りである。
| 丁目         | 事業所数  | 従業員数 |
| ------------ | --------- | -------- |
| 西落合一丁目 | 150事業所 | 1,579人  |
| 西落合二丁目 | 101事業所 | 805人    |
| 西落合三丁目 | 115事業所 | 1,170人  |
| 西落合四丁目 | 47事業所  | 330人    |
| 計           | 413事業所 | 3,884人  |

### 事業者数の変遷
経済センサスによる事業所数の推移。
| 年                 | 事業者数 |
| ------------------ | -------- |
| 2016年（平成28年） | 439      |
| 2021年（令和3年）  | 413      |

### 従業員数の変遷
経済センサスによる従業員数の推移。
| 年                 | 従業員数 |
| ------------------ | -------- |
| 2016年（平成28年） | 4,412    |
| 2021年（令和3年）  | 3,884    |

## 施設
- 西落合公園
- 西落合北公園
- 西落合東公園
- 葛ヶ谷公園
- 妙正寺川公園
- あかね公園
- 西落合図書館
- 西落合児童館
- 関水金属本社
- 日本光電工業本社
- ギャラリーカウンタック
- 舞踊集団菊の会
- ダライ・ラマ法王日本代表部事務所
- 自性院 - 真言宗豊山派の寺院。
- 葛谷御霊神社

## その他

### 日本郵便
- 郵便番号 : 161-0031[3]（集配局 : 落合郵便局[25]）。